# 中村比呂志
中村 比呂志（なかむら ひろし、本名: 中村 寛）は、日本の実業家。
1962年1月23日生まれ。東京都練馬区出身。
父は日本アカデミー賞を2度受賞（麻雀放浪記・マルサの女）した映画美術監督の中村州志。
国内A級ライセンス・国際C級ライセンスを持ち、スーパー耐久レースや国内カーレースにも参加している。

## 来歴[3]
学生時代は都内の公立高校を卒業後、大学進学を希望するも父の許可が下りず、急きょ OA 機器メーカーの販売会社に入社。
しかし、大学進学の夢は諦めきれず大学へ入学し、その後、埼玉大学大学院経済科学研究科を修了する。 卒業後、大手家具メーカーに就職。2年後、大手水道メーカーに就職し、総務・人事畑で15 年ほど勤める。
大手水道会社を退職しマンションデベロッパー入社、COOとして会社運営を行う。
2005年、同じ会社で働いていた3人で経営コンサルティングを生業にする新会社「株式会社エフ・イー・ティーシステム」を設立。
第一号は長野プラザホテルからスタートした。

## 仕事について[3]

### 起業のきっかけ
マンションデベロッパー時代、ホテルコンサルタントの友人から紹介を受け、たまたまホテル再生事業の相談 をもらった事が起業のきっかけと語る。

### 海外への展望
中学1年の頃、社会科教師から「将来、日本ももっと国際化しなくてはいけない。」と言われた言葉を忘れられずにいた。また学生時代、ドジャースの野茂選手が体格の良いアメリカ選手相手に一歩も引かずに投げる姿 をTVで見て感銘を受け、いつか自分も海外で勝負したいと想いを抱くようになる。
社会人 1 年の頃、顧客先 が小さな貿易会社だった事から、オフィスをたびたび訪れる事があった。その取引先が東南アジアだった事で、海外へ進出したいという想いを抱くようになった。
現地の方と会う機会があったが、皆生き生きとしており人生を謳歌していた。その事は鮮明に覚えており、のちに東南アジアに系列ホテルを出すきっかけにもなる